# Francesca Romana D'Antuono
Francesca Romana D'Antuono, nota anche con lo pseudonimo di Francesca Del Mar (Vico Equense, 29 agosto 1987), è una politica italiana, co-presidente di Volt Europa dal 2021.

## Biografia
Nata in Campania e cresciuta a Roma, D'Antuono ha studiato farmacia all'Università La Sapienza di Roma, per poi proseguire gli studi all'Università di Ginevra, formandosi successivamente anche in marketing, management e politica sanitaria. Negli anni successivi ha lavorato nel marketing per AstraZeneca a Milano, per Menarini a Firenze e per Berlin-Chemie a Berlino.
Nel 2021, con l'elezione a co-presidente di Volt Europa, ha messo in pausa la propria carriera lavorativa per dedicarsi interamente all'attivismo e alla politica.

### Attività politica
D'Antuono ha iniziato la propria attività politica nel 2019, quando, dopo essere entrata in contatto con la campagna per le elezioni europee di Volt Italia, decise di entrare nel gruppo di Volt Firenze. Pochi mesi dopo venne eletta coordinatrice cittadina, carica che ricoprì fino al 2020, quando, in seguito al suo trasferimento a Berlino, rinunciò al ruolo divenendo tuttavia poco dopo coordinatrice del gruppo di relazioni pubbliche di Volt Italia.
Nell'ottobre 2021 è stata eletta co-presidente di Volt Europa insieme a Reinier van Lanschot, carica per la quale è stata confermata nel novembre 2023 e che da allora ricopre insieme a Mels Klabbers.
Nel corso del suo mandato Volt ha vissuto una forte espansione a livello di rappresentanza nazionale ed europea. In questo periodo, infatti, il numero di europarlamentari eletti da Volt è passato da uno a cinque ed esponenti dei capitoli nazionali di Volt sono entrati a far parte dei parlamenti nazionali nei Paesi Bassi e a Cipro. D'Antuono ha operato in diverse occasioni sostenendo le candidature alle elezioni nazionali di esponenti delle sezioni locali di Volt, o appoggiando la creazione di sezioni locali del proprio partito. A Cipro D'Antuono ha sostenuto pubblicamente, in occasione del dibattito relativo alle Elezioni presidenziali a Cipro del 2023, la necessità della costituzione sull'isola di una "Cipro federale all'interno di una Europa federale"..

## Posizioni politiche
Francesca Romanda d'Antuono ha una visione politica che rientra nel campo del progressismo, socialdemocrazia e ambientalismo.

### Immigrazione
D’Antuono sostiene che la politica europea sui richiedenti asilo debba basarsi sul rispetto dei trattati internazionali e, soprattutto, della dignità umana. Per questo motivo ha criticato sia le politiche europee che quelle italiane in materia di asilo e migrazione, chiedendo una procedura di richiesta asilo omogenea a livello europeo, il ripristino di un sistema ufficiale di ricerca e soccorso che non sia affidato solo alle ONG, e maggiori risorse europee per accoglienza e integrazione dei migranti.

### Diseguaglianze economiche
D’Antuono considera la lotta alla disuguaglianza economica una priorità e critica il centro-sinistra per aver trascurato le questioni sociali, perdendo così sostegno tra le classi popolari. Propone una revisione profonda del sistema fiscale per renderlo più progressivo e difficile da eludere, in linea con la visione europeista di Volt. Tra le sue proposte ci sono: armonizzazione della tassazione a livello UE, un’aliquota minima effettiva, la creazione di un Ministero delle Finanze europeo, un registro centrale della ricchezza e il salario minimo universale europeo. D’Antuono è anche critica verso il governo Meloni per la scarsa incisività nella lotta alla povertà e sottolinea il legame tra giustizia sociale e climatica.

### Democrazia europea
D’Antuono, in linea con il pan-europeismo di Volt Europa, propone una riforma radicale delle istituzioni europee per creare una vera democrazia europea capace di affrontare le sfide globali. Critica la chiusura del sistema politico italiano verso le nuove realtà politiche, che favorisce i partiti personalistici e ricchi, e sostiene l’introduzione di una legge elettorale europea uniforme per tutti i paesi UE. Questa legge prevederebbe il voto anche per liste transnazionali, l’abbassamento dell’età al voto a 16 anni e l’alternanza di genere nelle liste

### Lotta al cambiamento climatico
D’Antuono si esprime con fermezza sulla lotta al cambiamento climatico, chiedendo azioni più efficaci e radicali. Difende pubblicamente l’attivismo climatico, anche quando include forme di disobbedienza civile che suscitano dibattito, e sostiene che la collaborazione tra istituzioni e attivisti sia essenziale per ottenere cambiamenti concreti.

### Politica internazionale
D’Antuono sostiene con decisione il pieno appoggio all’Ucraina contro l’invasione russa e propone di accelerare il processo di adesione dell’Ucraina all’Unione Europea. Sul conflitto arabo-israeliano, si esprime a favore di un immediato cessate il fuoco e riconosce la presenza di elementi che suggeriscono un genocidio in corso a Gaza, sottolineando l’importanza di un’Unione Europea unita e forte in politica estera.

## Opere
Con lo pseudonimo di Francesca Del Mar, D'Antuono ha scritto diversi racconti brevi e due libri:
- Francesca Del Mar e Arianna Lanzuisi, Song of leaving, Epoké, 2019, ISBN 978-88-99647-95-7, OCLC 1141562404.
- Francesca Romana D'Antuono e Arianna Lanzuisi, Song of mourning, Epokè, 2018, ISBN 978-88-99647-81-0, OCLC 1085647939.